# Anaximenes (Mondkrater)

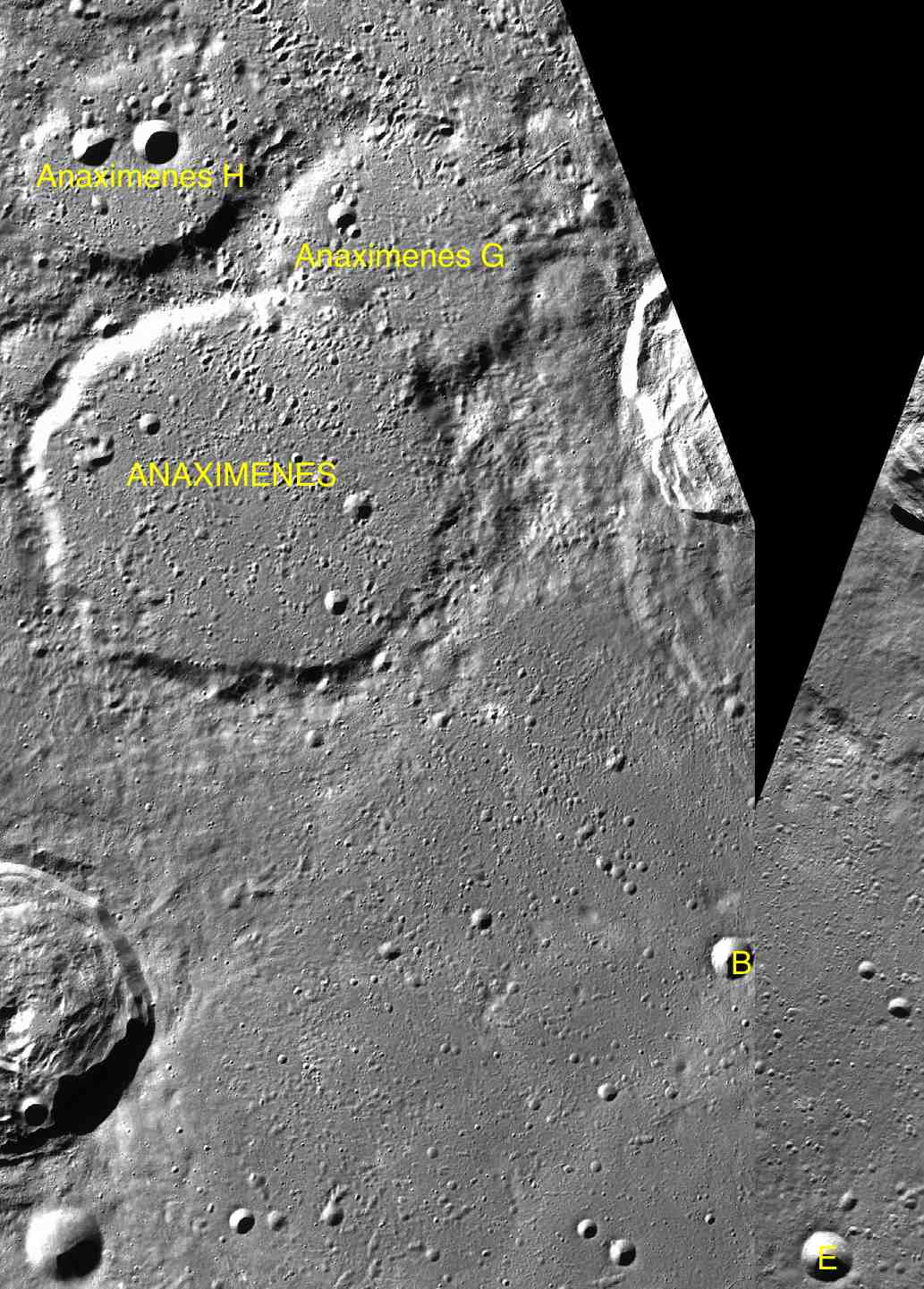
Anaximenes mit Nebenkratern

Anaximenes ist ein Einschlagkrater auf dem Mond am nordwestlichen Rand der Mondvorderseite. Er liegt zwischen den Kratern Carpenter im Südwesten und Philolaus im Osten. Die Kraterwälle sind stark erodiert.
Der Krater wurde 1935 von der IAU nach dem griechischen Philosophen und Astronomen Anaximenes von Milet benannt.
| Buchstabe | Position           | Durchmesser | Link |
| --------- | ------------------ | ----------- | ---- |
| B         | 68,93° N, 38,09° W | 8 km        |      |
| E         | 66,55° N, 31,47° W | 10 km       |      |
| G         | 73,7° N, 40,5° W   | 51 km       |      |
| H         | 74,64° N, 45,7° W  | 43 km       |      |